# Шопін Володимир Віталійович
Шо́пін Володи́мир Віта́лійович (*9 травня 1991, місто Харків) — український футболіст, захисник.

## Біографія
Вихованець футбольної школи харківського «Металіста», перший тренер — Віктор Арістов.
У період з 2014 по літо 2017 року був гравцем «Черкаського Дніпра».
У червні 2017 року перейшов до харківського «Геліоса».
У вересні 2018 року приєднався до сімферопольської «Таврії».
8 лютого 2019 року підписав контракт з першоліговим клубом «Гірник-Спорт».
У лютому 2021 року перейшов до харківського «Металу», який у червні того ж року було перейменовано на «Металіст».

## Статистика виступів

### Професіональна ліга
| Сезон   | Команда            | Турнір    | Матчі | Голи |
| ------- | ------------------ | --------- | ----- | ---- |
| 2009/10 | Металіст (Харків)  | дубль     | 13    | 0    |
| 2010/11 | Металіст (Харків)  | дубль     | 28    | 1    |
| 2011/12 | Металіст (Харків)  | чемпіонат | 0     | 0    |
| 2011/12 | Металіст (Харків)  | дубль     | 28    | 1    |
| 2012/13 | Металіст (Харків)  | чемпіонат | 0     | 0    |
| 2012/13 | Металіст (Харків)  | дубль     | 27    | 2    |
| 2013/14 | Металіст (Харків)  | дубль     | 14    | 1    |
| 2013/14 | Славутич (Черкаси) | чемпіонат | 9     | 0    |
| 2013/14 | Славутич (Черкаси) | кубок     | 2     | 0    |
| 2014/15 | Черкаський Дніпро  | чемпіонат | 23    | 0    |
| 2014/15 | Черкаський Дніпро  | кубок     | 1     | 0    |
| 2015/16 | Черкаський Дніпро  | чемпіонат | 25    | 0    |